# Estado de Mudhol
El estado de Mudhol fue un estado principesco durante el Raj británico. Los gobernantes eran del clan Ghorpade de los Marathas . Fue uno de los antiguos estados del país de Maratha del Sur y su capital era la ciudad de Mudhol en el actual distrito de Bagalkot del estado de Karnataka en la India. El último gobernante fue SS Shrimant Raja Bhairavsinhrao Malojirao Ghorpade II. Mudhol accedió al Dominio de la India el 8 de marzo de 1948 y actualmente forma parte del estado de Karnataka.
Cubriendo un área de 508 km², el estado de Mudhol disfrutó de unos ingresos estimados en 20.000 libras esterlinas en 1901. Según el censo de 1901, la población era de 63.001 habitantes, siendo la población de la propia ciudad de 8.359 ese año.

## Historia
El Mudhol jagir (finca) fue fundado alrededor del año 1400. Gobernado por la dinastía Maratha Ghorpade. En 1670, la finca Mudhol se convirtió en estado. Se convirtió en protectorado británico en 1819. La bandera del estado, llamada 'Bavuta', era un tricolor triangular de bandas horizontales, en orden desde arriba: blanco, negro y verde. Todas las bandas de colores llegaron al punto sobre la marcha. El estado de Mudhol fue uno de los estados con 9 salvas de armas de la India británica, bajo la cumbre de Niranjan.
El último rey del estado de Mudhol, SS Shrimant Raja Bhairavsinhrao Malojirao Ghorpade II, nacido el 15 de octubre de 1929 y sucedido en el trono el 9 de noviembre de 1937, fue el 23.º Raja de Mudhol. Firmó la adhesión para unirse a la Unión India el 8 de marzo de 1948. Murió en 1984 en un accidente automovilístico.

## Títulos reales
| Rol                                                                      | Título real                                                                                                   |
| ------------------------------------------------------------------------ | --- |
| El príncipe gobernante                                                   | Raja Shrimant (nombre personal) Raje Ghorpade Bahadur, Raja de Mudhol, con el estilo de Su Alteza             |
| La consorte del príncipe gobernante                                      | Shrimant Sakal Soubhagyavati Rani (nombre personal) Raje Ghorpade, Rani de Mudhol, con el estilo de Su Alteza |
| El heredero aparente                                                     | Yuvraj Shrimant (nombre personal) Raje Sahib Ghorpade                                                         |
| Los hijos del príncipe gobernante.                                       | Rajkumar Shrimant (nombre personal) Raje Ghorpade                                                             |
| Las hijas solteras del príncipe gobernante.                              | Rajkumari Shrimant (nombre personal) Raje Ghorpade                                                            |
| Las hijas casadas del príncipe gobernante.                               | Shrimant Sakal Soubhagyavati (nombre personal) Raje (apellido del marido)                                     |
| El otro descendiente masculino del príncipe gobernante (línea masculina) | Shrimant (nombre personal) Raje Ghorpade                                                                      |

### Rajas
- 1662-1700: Maloji Raje Ghorpade (m. 1700)
- 1700-1734: Sardar Akhayaji Raje Ghorpade (m. 1734)
- 1734-1737: Pirajirao Raje Ghorpade (m. 1737)
- 1737-1805: Malojirao III Raje Ghorpade (1710-1805)
- 1805-1816: Narayanrao Raje Ghorpade (m. 1816)
- 1816-20 de febrero de 1818: Govindrao Raje Ghorpade (m. 1818)
- 20 de febrero de 1818 - diciembre de 1854: Vyankatrao I Raje Ghorpade (m. 1854)
- Diciembre de 1854 - 27 de marzo de 1862: Balwantrao Raje Ghorpade (1841-1862)
- 27 de marzo de 1862 - 19 de junio de 1900: Vyankatrao II Raje Ghorpade (1861-1900) "Bala Sahib"
- 27 de marzo de 1862-1882: Regente
- 19 de junio de 1900 - 14 de noviembre de 1939: Malojirao IV Raje Ghorpade (1884-1937) "Nana Sahib" (desde el 1 de enero de 1920, Sir Malojirao IV Raje Ghorpade)
- 19 de junio de 1900 - Consejo de Regencia de 1904
- 14 de noviembre de 1937 - 15 de agosto de 1947: Bhairavsinhrao Raje Ghorpade (1929-1984)
- 14 de noviembre de 1937 - 10 de julio de 1947: Parvatidevi Raje Sahib - Ghorpade (f) -Regente
- 20 de octubre de 2006 – presente: Raje Vikramsinha Gourishankar Ghorpade (1986 - 1 de mayo de 2018, por Evo12) "Bala Sahib" (Dulce Príncipe)

## Sabueso de Mudhol
A Shrimant Rajesaheb Malojirao Ghorpade de Mudhol (1884-1937) del estado de Mudhol se le atribuye la resurrección del sabueso de Mudhol. Se dio cuenta de que las tribus locales usaban estos perros para cazar. Mediante la cría selectiva, pudo restaurar el sabueso real de Mudhol. En una visita a Inglaterra a principios del siglo XX, el maharajá del estado de Mudhol le regaló al rey Jorge V un par de perros de caza, que popularizaron la raza de perros Mudhol.